# Létra a mennybe
A Létra a mennybe (A Ladder to Heaven) a South Park című amerikai animációs sorozat 91. része (a 6. évad 12. epizódja). Elsőként 2002. november 6-án sugározták az Amerikai Egyesült Államokban.
A cselekmény szerint a főszereplő gyerekek létrát építenek a mennybe, hogy halott barátjuktól, Kennytől megtudják egy nyertes kupon hollétét. Tevékenységük azonban hamarosan országos hírnévre tesz szert és a terrortámadástól tartó amerikai hadsereg is felfigyel az építkezésükre.
Az epizód a szeptember 11-ét követő eseményeket és az amerikai külpolitikát (beleértve az iraki háborúhoz vezető eseményeket) mutatja be, szatirikus módon.

## Cselekmény
|  | Alább a cselekmény részletei következnek! |

A főszereplő gyerekek első helyezést érnek el egy versenyen, amelynek fődíjaként annyi cukorkát nyernek, amennyit el tudnak vinni. Azonban az ezt igazoló kupont egyiküknél sem találják, majd rádöbbennek, hogy azt még Kenny McCormick tette el, aki már meghalt (lásd a Kenny meghal című epizódot). Amikor meglátogatják barátjuk családját, rémülten értesülnek arról, hogy Kennyt elhamvasztották. A gyerekek ellopják az urnát, de csalódottan veszik tudomásul, hogy csupán hamu van benne, melyről Eric Cartman azt gondolja, kakaópor, ezért tejjel elkeverve megissza.
A fiúk úgy döntenek, létrát építenek a mennybe, hogy megkérdezzék Kennyt, hová tette a kupont. A felnőttek azt hiszik, gyermekeiket önzetlen okok vezérlik és nagyon hiányzik nekik a halott barátjuk, ezért megérinti őket a cselekedet – kivéve Mr. Garrisont. Az egész ország támogatni kezdi az építkezést és Alan Jackson énekes is a helyszínre utazik, hogy dalt írjon az eseményekről. Amikor a gyerekek bejelentik, hogy elfogyott az építőanyag, váratlan helyről kapnak támogatást – az amerikai hadsereg érkezik South Parkba, hogy a létra felépítésével legyőzzék a velük versengő japánokat, akik saját létrát kezdtek építeni. A hadsereg vezetői teljesen hétköznapi felhőket ábrázoló fényképek alapján azt feltételezik, hogy Szaddám Huszein tömegpusztító fegyvereket gyárt a mennyben, ezért megelőző csapásként le akarják bombázni azt. George W. Bush amerikai elnök sajtótájékoztatót tart, ahol elmeséli Szaddám halálának és mennybe jutásának történetét.
Eközben Cartmant látomások kezdik gyötörni, melyekben Kenny szemével látja a múltat. Amikor a szülők felvilágosítják gyerekeiket a hamvasztás lényegéről, Cartman rádöbben, hogy mi történt valójában és egy abortuszklinikára siet, hogy kiszedjék belőle Kenny lelkét. Ezután, többszöri fejsérülések hatására, újabb látomások érik, melyekből Cartman megtudja, Kenny hová tette a nyertes kupont. A szülők csalódottan értesülnek arról, hogy mi volt a gyerekek valódi terve, de ők elmagyarázzák nekik; a mennyország nem egy távoli hely, hanem olyasmi, amit a földön kell megvalósítani. A jelenlévő tömeg megérti a gyerekek mondanivalóját és feloszlik, a gyerekek pedig meglepődve veszik tudomásul, hogy Kenny lelke immár Cartman testében ragadt.
Az epizód legvégén Szaddám Huszein látható, aki ténylegesen tömegpusztító fegyvereket épít a mennyben, csokigyárnak álcázva. Isten ezért kérdőre is vonja, de Szaddámnak sikerül megtévesztenie őt.

## Fordítás
Ez a szócikk részben vagy egészben  az   A Ladder to Heaven című angol Wikipédia-szócikk ezen változatának fordításán alapul.  Az eredeti cikk szerkesztőit annak laptörténete sorolja fel. Ez a jelzés csupán a megfogalmazás eredetét és a szerzői jogokat jelzi, nem szolgál a cikkben szereplő információk forrásmegjelöléseként.

## Külső hivatkozások
- Létra a mennybe Archiválva 2009. február 7-i dátummal a Wayback Machine-ben a South Park Studios hivatalos honlapon
- Létra a mennybe az Internet Movie Database oldalon (angolul)